# NGC 4754
NGC 4754 је спирална галаксија у сазвежђу Девица која се налази на NGC листи објеката дубоког неба.
Деклинација објекта је + 11° 18' 50" а ректасцензија 12h 52m 17,6s. Привидна величина (магнитуда) објекта NGC 4754 износи 10,5 а фотографска магнитуда 11,5. Налази се на удаљености од 15,933 милиона парсека од Сунца. NGC 4754 је још познат и под ознакама UGC 8010, MCG 2-33-30, CGCG 71-62, VCC 2092, KCPG 356A, PGC 43656.